# IDM-Saison 2006

Das Logo der Internationalen Deutschen Motorradmeisterschaft.

Bei der Internationalen Deutschen Motorradmeisterschaft 2006 wurden Titel in den Klassen IDM Superbike, IDM Supersport, IDM 125 und IDM Sidecar vergeben.
Bei den Superbikes wurden 16, in der Supersport-Klasse, 125-cm³-Klasse und bei den Sidecars je acht Rennen ausgetragen.

## Punkteverteilung
Meister wurde derjenige Fahrer beziehungsweise der Hersteller, der bis zum Saisonende die meisten Punkte erzielt hatte. Bei der Punkteverteilung wurden die Platzierungen im Gesamtergebnis des jeweiligen Rennens berücksichtigt. Die fünfzehn erstplatzierten Fahrer jedes Rennens erhielten Punkte nach folgendem Schema:
| Punkteverteilung | Punkteverteilung | Punkteverteilung | Punkteverteilung | Punkteverteilung | Punkteverteilung | Punkteverteilung | Punkteverteilung | Punkteverteilung | Punkteverteilung | Punkteverteilung | Punkteverteilung | Punkteverteilung | Punkteverteilung | Punkteverteilung | Punkteverteilung |
| ---------------- | ---------------- | ---------------- | ---------------- | ---------------- | ---------------- | ---------------- | ---------------- | ---------------- | ---------------- | ---------------- | ---------------- | ---------------- | ---------------- | ---------------- | ---------------- |
| Platz            | 1                | 2                | 3                | 4                | 5                | 6                | 7                | 8                | 9                | 10               | 11               | 12               | 13               | 14               | 15               |
| Punkte           | 25               | 20               | 16               | 13               | 11               | 10               | 9                | 8                | 7                | 6                | 5                | 4                | 3                | 2                | 1                |

In die Wertung kamen alle erzielten Punkte. Bei weniger als 50 %, jedoch mehr als 25 % der Gesamtrundenzahl gab es nur die halbe Punkteanzahl. Unter 25 % der Gesamtrundenzahl gab es keine Punkte.

## Superbike

### Rennergebnisse
|   | Datum  | Strecke              | Pole-Position    | Lauf | Platz 1           | Platz 2              | Platz 3              | Schn. Rennrunde    |
| - | ------ | -------------------- | ---------------- | ---- | ----------------- | -------------------- | -------------------- | ------------------ |
| 1 | 14.05. | Hockenheimring       | Andreas Meklau   | 1    | Christian Kellner | Jörg Teuchert        | Andreas Meklau       | Andreas Meklau     |
| 1 | 14.05. | Hockenheimring       | Andreas Meklau   | 2    | Andreas Meklau    | Jörg Teuchert        | Christian Kellner    | Andreas Meklau     |
| 2 | 28.05. | Oschersleben         | Andreas Meklau   | 1    | Andreas Meklau    | Christian Kellner    | Michael Schulten     | Andreas Meklau     |
| 2 | 28.05. | Oschersleben         | Andreas Meklau   | 2    | Michael Schulten  | Christian Kellner    | Philipp Hafeneger    | Andreas Meklau     |
| 3 | 11.06. | EuroSpeedway Lausitz | Jörg Teuchert    | 1    | Jörg Teuchert     | Werner Daemen        | Andreas Meklau       | Michael Schulten   |
| 3 | 11.06. | EuroSpeedway Lausitz | Jörg Teuchert    | 2    | Jörg Teuchert     | Michael Schulten     | Andreas Meklau       | Michael Schulten   |
| 4 | 02.07. | Nürburgring          | Werner Daemen    | 1    | Martin Bauer      | Werner Daemen        | Didier Van Keymeulen | Werner Daemen      |
| 4 | 02.07. | Nürburgring          | Werner Daemen    | 2    | Martin Bauer      | Michael Schulten     | Stefan Nebel         | Werner Daemen      |
| 5 | 23.07. | Salzburgring         | Michael Schulten | 1    | Michael Schulten  | Martin Bauer         | Andreas Meklau       | Andreas Meklau     |
| 5 | 23.07. | Salzburgring         | Michael Schulten | 2    | Martin Bauer      | Philipp Hafeneger    | Stefan Nebel         | Michael Schulten   |
| 6 | 06.08. | Schleizer Dreieck    | Michael Schulten | 1    | Jörg Teuchert     | Didier Van Keymeulen | Andreas Meklau       | Roman Stamm        |
| 6 | 06.08. | Schleizer Dreieck    | Michael Schulten | 2    | Herbert Kaufmann  | Jörg Teuchert        | Didier Van Keymeulen | Herbert Kaufmann   |
| 7 | 03.09. | Sachsenring          | Martin Bauer     | 1    | Jörg Teuchert     | Martin Bauer         | Andreas Meklau       | Michael Schulten   |
| 7 | 03.09. | Sachsenring          | Martin Bauer     | 2    | Jörg Teuchert     | Roman Stamm          | Markus Wegscheider   | Markus Wegscheider |
| 8 | 17.09. | Hockenheimring       | Andreas Meklau   | 1    | Michael Schulten  | Martin Bauer         | Werner Daemen        | Paul Leuthard      |
| 8 | 17.09. | Hockenheimring       | Andreas Meklau   | 2    | Andreas Meklau    | Michael Schulten     | Stefan Nebel         | Michael Schulten   |

### Fahrerwertung
| 1  | Jörg Teuchert        | Yamaha YZF-R1         | Inghart                          | 233 |
| 2  | Andreas Meklau       | Suzuki GSX-R 1000     | Suzuki International Europe      | 228 |
| 3  | Martin Bauer         | Honda CBR 1000 RR     | Holzhauer Racing Promotion       | 219 |
| 4  | Michael Schulten     | Honda CBR 1000 RR     | alpha Technik Van Zon Honda Team | 172 |
| 5  | Stefan Nebel         | Kawasaki Ninja ZX-10R | Kawasaki Docshop Racing          | 172 |
| 6  | Christian Kellner    | Suzuki GSX-R 1000     | Wilbers Racing                   | 157 |
| 7  | Roman Stamm          | Suzuki GSX-R 1000     | Suzuki International Europe      | 148 |
| 8  | Werner Daemen        | Honda CBR 1000 RR     | alpha Technik Van Zon Honda Team | 139 |
| 9  | Philipp Hafeneger    | Suzuki GSX-R 1000     | MIZU Racing                      | 119 |
| 10 | Didier Van Keymeulen | Yamaha YZF-R1         | MGM-TTSL Racing                  | 116 |
| 11 | Herbert Kaufmann     | Suzuki GSX-R 1000     |                                  | 113 |
| 12 | Günther Knobloch     | Yamaha YZF-R1         | Team Yamaha Sebring Austria      | 96  |
| 13 | Dario Giuseppetti    | Yamaha YZF-R1         | MGM Racing-Performance           | 73  |
| 14 | Markus Wegscheider   | Suzuki GSX-R 1000     | Hertrampf Racing / Suzukiplus    | 62  |
| 15 | Dominic Lammert      | Suzuki GSX-R 1000     | betandwin Racing Team            | 59  |

| 16 | Frank Heidger      | Suzuki GSX-R 1000     | betandwin Racing Team          | 22 |
| 17 | Didier Grams       | Suzuki GSX-R 1000     | ADAC Sachsen e. V.             | 19 |
| 18 | Michael Peh        | Suzuki GSX-R 1000     | Shell Advance Racing Team Rein | 17 |
| 19 | Oliver Skach       | Suzuki GSX-R 1000     | Hertrampf Racing / Suzukiplus  | 15 |
| 20 | Marco Eismann      | Suzuki GSX-R 1000     |                                | 11 |
| 21 | Paul Leuthard      | Yamaha YZF-R1         | Zweirad-Knoderer-Racing        | 10 |
| 22 | Andreas Hahn       | Kawasaki Ninja ZX-10R | BMR / Kawasaki Racing Team     | 10 |
| 23 | Normann Manz       | Suzuki GSX-R 1000     |                                | 8  |
| 24 | Eric Willemssen    | Suzuki GSX-R 1000     |                                | 7  |
| 25 | M. von Hammerstein | Suzuki GSX-R 1000     | Shell Advance Racing Team Rein | 5  |
| 26 | Kim Phillip        | Suzuki GSX-R 1000     |                                | 3  |
| 27 | Holger Steuer      | Suzuki GSX-R 1000     | Altzschner Racing              | 2  |
| 28 | Henrik Meyer       | Yamaha YZF-R1         | MGM Racing-Performance         | 2  |
| 29 | Rico Penzkofer     | Kawasaki Ninja ZX-10R | BMR / Kawasaki Racing Team     | 2  |
| 30 | Marc Weihe         | Suzuki GSX-R 1000     | Selecta Racing                 | 1  |

### Konstrukteurswertung
| 1 | Suzuki   | 503 |
| 2 | Honda    | 459 |
| 3 | Yamaha   | 421 |
| 4 | Kawasaki | 184 |

## Supersport

### Rennergebnisse
|   | Datum  | Strecke              | Pole-Position | Lauf | Platz 1     | Platz 2         | Platz 3         | Schn. Rennrunde |
| - | ------ | -------------------- | ------------- | ---- | ----------- | --------------- | --------------- | --------------- |
| 1 | 14.05. | Hockenheimring       | Arie Vos      | 1    | Arie Vos    | Arne Tode       | Rigo Richter    | Arie Vos        |
| 2 | 28.05. | Oschersleben         | Arne Tode     | 1    | Arne Tode   | Rigo Richter    | Jesco Günther   | Rigo Richter    |
| 3 | 11.06. | EuroSpeedway Lausitz | Arne Tode     | 1    | Arne Tode   | Jesco Günther   | Vladimir Ivanov | Arne Tode       |
| 4 | 02.07. | Nürburgring          | Kevin Curtain | 1    | Broc Parkes | Kevin Curtain   | Arne Tode       | Kevin Curtain   |
| 5 | 23.07. | Salzburgring         | Arne Tode     | 1    | Arne Tode   | Rigo Richter    | Jesco Günther   | Arne Tode       |
| 6 | 06.08. | Schleizer Dreieck    | Arne Tode     | 1    | Arne Tode   | Rigo Richter    | Jesco Günther   | Rigo Richter    |
| 7 | 03.09. | Sachsenring          | Arne Tode     | 1    | Arne Tode   | Rigo Richter    | René Mähr       | Rigo Richter    |
| 8 | 17.09. | Hockenheimring       | Arne Tode     | 1    | Arie Vos    | Vladimir Ivanov | René Mähr       | Jesco Günther   |

### Fahrerwertung
| 1  | Arne Tode          | Honda CBR 600 RR | alpha Technik Van Zon Honda Team   | 175 |
| 2  | Rigo Richter       | Yamaha YZF-R6    | OBI SKM Bike-Promotion Racing Team | 132 |
| 3  | Jesco Günther      | Honda CBR 600 RR | alpha Technik Van Zon Honda Team   | 121 |
| 4  | Swen Ahnendorp     | Honda CBR 600 RR |                                    | 81  |
| 5  | René Mähr          | Suzuki GSX-R 600 |                                    | 80  |
| 6  | Sebastien Diss     | Kawasaki ZX-6R   | BMR/Kawasaki Racing Team           | 64  |
| 7  | Christoffer Nilsen | Kawasaki ZX-6R   | Kawasaki Docshop Racing            | 57  |
| 8  | Tage Solberg       | Yamaha YZF-R6    | Floor-Tec                          | 53  |
| 9  | Timo Gieseler      | Yamaha YZF-R6    | Team Yamaha Sebring Austria        | 51  |
| 10 | Max Weymann        | Suzuki GSX-R 600 | Hoffmann Motors Racing             | 47  |
| 11 | Roman Raschle      | Kawasaki ZX-6R   | Raschle Racing                     | 40  |
| 12 | Daniel Bergau      | Yamaha YZF-R6    | Rollerpoint Frankfurt Racing       | 35  |

| 13 | Andreas Brandt   | Honda CBR 600 RR | Race-Point-Berlin                | 30 |
| 14 | Knut Beinlich    | Yamaha YZF-R6    |                                  | 24 |
| 15 | Steven Michels   | Suzuki GSX-R 600 | Team Heuerbau-Schäfer Motorsport | 21 |
| 16 | Markéta Janáková | Suzuki GSX-R 600 | Suzuki International Europe      | 21 |
| 17 | Andy Boedewadt   | Honda CBR 600 RR | Race-Point-Berlin                | 19 |
| 18 | Remo Leemann     | Honda CBR 600 RR | Valentinos                       | 15 |
| 19 | Radomil Rous     | Yamaha YZF-R6    |                                  | 15 |
| 20 | Nicolas Pirot    | Yamaha YZF-R6    |                                  | 11 |
| 21 | Patrik Vostárek  | Honda CBR 600 RR |                                  | 9  |
| 22 | Udo Reichmann    | Suzuki GSX-R 600 |                                  | 6  |
| 23 | Peter Eickelmann | Kawasaki ZX-6R   | Shell Advance Racing Team        | 5  |
| 24 | Mike Graf        | Kawasaki ZX-6R   | Shell Advance Racing Team        | 1  |

## 125-cm³-Klasse

### Rennergebnisse
|   | Datum  | Strecke              | Pole-Position      | Lauf | Platz 1            | Platz 2            | Platz 3            | Schn. Rennrunde    |
| - | ------ | -------------------- | ------------------ | ---- | ------------------ | ------------------ | ------------------ | ------------------ |
| 1 | 14.05. | Hockenheimring       | Randy Krummenacher | 1    | Randy Krummenacher | Georg Fröhlich     | Philipp Eitzinger  | Randy Krummenacher |
| 2 | 28.05. | Oschersleben         | Igor Kalab         | 1    | Robin Lässer       | Igor Kalab         | Joshua Sommer      | Randy Krummenacher |
| 3 | 11.06. | EuroSpeedway Lausitz | Randy Krummenacher | 1    | Randy Krummenacher | Georg Fröhlich     | Dominique Aegerter | Randy Krummenacher |
| 4 | 02.07. | Nürburgring          | Robin Lässer       | 1    | Robin Lässer       | Eric Hübsch        | Igor Kalab         | Robin Lässer       |
| 5 | 23.07. | Salzburgring         | Robin Lässer       | 1    | Dominique Aegerter | Robin Lässer       | Sebastian Eckner   | Dominique Aegerter |
| 6 | 06.08. | Schleizer Dreieck    | Robin Lässer       | 1    | Robin Lässer       | Sebastian Eckner   | Toni Wirsing       | Sebastian Eckner   |
| 7 | 03.09. | Sachsenring          | Robin Lässer       | 1    | Georg Fröhlich     | Dominique Aegerter | Igor Kalab         | Igor Kalab         |
| 8 | 17.09. | Hockenheimring       | Robin Lässer       | 1    | Georg Fröhlich     | Dominique Aegerter | Philipp Eitzinger  | Georg Fröhlich     |

### Fahrerwertung
| 1  | Robin Lässer       | KTM 125 FRR     | Red Bull ADAC KTM Juniors            | 128 |
| 2  | Dominique Aegerter | Honda RS 125 R  | ADAC Sachsen Junior Team Freudenberg | 120 |
| 3  | Igor Kalab         | Aprilia RSW 125 | RZT Racing                           | 96  |
| 4  | Georg Fröhlich     | Honda RS 125 R  | ABBINK BOS RACING                    | 90  |
| 5  | Toni Wirsing       | Honda RS 125 R  | Honda Team Schumann Reisen           | 81  |
| 6  | Philipp Eitzinger  | Honda RS 125 R  | Wintex Racing Austria                | 79  |
| 7  | Eric Hübsch        | Aprilia RSW 125 | Team Sachsenring Motorrad Unger      | 78  |
| 8  | Sebastian Eckner   | Honda RS 125 R  | ADAC Sachsen Junior Team Freudenberg | 68  |
| 9  | Randy Krummenacher | KTM 125 FRR     | Red Bull ADAC KTM Juniors            | 52  |
| 10 | Joshua Sommer      | Aprilia RSW 125 | RZT Racing                           | 47  |
| 11 | Marvin Fritz       | Honda RS 125 R  | Kiefer-BOS Junior Racing Team        | 33  |
| 12 | Sascha Hommel      | Honda RS 125 R  | ADAC Sachsen e. V.                   | 32  |
| 13 | Daniel Puffe       | Honda RS 125 R  |                                      | 26  |
| 14 | Thomas Mayer       | Aprilia RSW 125 |                                      | 24  |
| 15 | Patrick Unger      | Aprilia RSW 125 | Team Sachsenring Motorrad Unger      | 22  |

| 16 | Tobias Siegert       | Aprilia RSW 125 | ADAC Team Nordbayern e. V. | 22 |
| 17 | Lucy Glöckner        | Honda RS 125 R  |                            | 18 |
| 18 | Florian Kresse       | FGR             |                            | 17 |
| 19 | Michal Sembera       | Honda RS 125 R  |                            | 17 |
| 20 | Robert Mureșan       | Aprilia RSV 125 |                            | 11 |
| 21 | Stefano Sciré        | Honda NRS 125 R | San Mario Racing Team      | 10 |
| 22 | Rob Verhoef          | Honda RS 125 R  |                            | 10 |
| 23 | Ernst Dubbink        | Honda RS 125 R  |                            | 9  |
| 24 | Roy Pouw             | Honda RS 125 R  |                            | 8  |
| 25 | Simon Reichenwallner | Honda RS 125 R  |                            | 6  |
| 26 | Iikka Ahonen         | Honda RS 125 R  |                            | 5  |
| 27 | Alain Bonnet         | Honda RS 125 R  |                            | 5  |
| 28 | Filip Altendorfer    | Honda RS 125 R  |                            | 4  |
| 29 | Jasper Iwema         | Honda RS 125 R  | ABBINK BOS RACING          | 2  |

## Gespanne

### Rennergebnisse
|   | Datum  | Strecke              | Pole-Position                      | Platz 1                            | Platz 2                               | Platz 3                               | Schn. Rennrunde                    |
| - | ------ | -------------------- | ---------------------------------- | ---------------------------------- | ------------------------------------- | ------------------------------------- | ---------------------------------- |
| 1 | 14.05. | Hockenheimring       | Jörg Steinhausen / Axel Kölsch     | Markus Schlosser / Bernhard Wagner | Jörg Steinhausen / Axel Kölsch        | Josef Moser / Velt Wäfler             | Markus Schlosser / Bernhard Wagner |
| 2 | 28.05. | Oschersleben         | Markus Schlosser / Bernhard Wagner | Markus Schlosser / Bernhard Wagner | Jörg Steinhausen / Axel Kölsch        | Sepp Doppler / Andreas Kolloch        | Jörg Steinhausen / Axel Kölsch     |
| 3 | 11.06. | EuroSpeedway Lausitz | Markus Schlosser / Bernhard Wagner | Markus Schlosser / Bernhard Wagner | Jörg Steinhausen / Axel Kölsch        | Sepp Doppler / Mike Helbig            | Markus Schlosser / Bernhard Wagner |
| 4 | 02.07. | Nürburgring          | Markus Schlosser / Bernhard Wagner | Markus Schlosser / Bernhard Wagner | Mike Roscher / Adolf Hänni            | Harald Hainbucher / Peter Adelsberger | Markus Schlosser / Bernhard Wagner |
| 5 | 23.07. | Salzburgring         | Josef Moser / Velt Wäfler          | Markus Schlosser / Bernhard Wagner | Josef Moser / Velt Wäfler             | Sepp Doppler / Andreas Kolloch        | Markus Schlosser / Bernhard Wagner |
| 6 | 06.08. | Schleizer Dreieck    | Markus Schlosser / Bernhard Wagner | Markus Schlosser / Bernhard Wagner | Harald Hainbucher / Peter Adelsberger | Uwe Göttlich / Peter Höss             | Markus Schlosser / Bernhard Wagner |
| 7 | 03.09. | Sachsenring          | Markus Schlosser / Bernhard Wagner | Jörg Steinhausen / Axel Kölsch     | Markus Schlosser / Bernhard Wagner    | Harald Hainbucher / Peter Adelsberger | Jörg Steinhausen / Axel Kölsch     |
| 8 | 17.09. | Hockenheimring       | Jörg Steinhausen / Axel Kölsch     | Jörg Steinhausen / Axel Kölsch     | Markus Schlosser / Bernhard Wagner    | Mike Roscher / Adolf Hänni            | Jörg Steinhausen / Axel Kölsch     |

### Fahrerwertung
| 1  | Markus Schlosser  | Bernhard Wagner                                        | LCR Suzuki    |                             | 190 |
| 2  | Jörg Steinhausen  | Axel Kölsch                                            | LCR-Suzuki    |                             | 110 |
| 3  | Harald Hainbucher | Peter Adelsberger                                      | RSR-Suzuki    |                             | 101 |
| 4  | Sepp Doppler      | Christian Parzer bzw. Mike Helbig bzw. Andreas Kolloch | LCR-Yamaha    | PSV Wels Motorsport         | 89  |
| 5  | Peter Schröder    | Stefan Näf bzw. Anna Burkhard bzw. Mike Helbig         | LCR-Suzuki    |                             | 85  |
| 6  | Uwe Göttlich      | Peter Höss                                             | LCR Suzuki    | ADAC Sachsen e. V.          | 68  |
| 7  | Kurt Hock         | Enrico Becker                                          | Hock Kawasaki |                             | 58  |
| 8  | Robert Zimmermann | Maik Ziegler                                           | LCR-Suzuki    | ADAC Südbaden e. V.         | 55  |
| 9  | Adrian Kornas     | Alexander Stepien                                      | RSR           |                             | 54  |
| 10 | Mike Roscher      | Adolf Hänni                                            | LCR Suzuki    | ADAC Hessen-Thüringen e. V. | 52  |
| 11 | Konrad Brändle    | Michel Fritz                                           | LCR Suzuki    |                             | 47  |

| 12 | Fabio Dagnino   | Giuseppe Vona bzw. Thomas Hofer bzw. Rainer Wedele | LCR Suzuki    |                  | 39 |
| 13 | Dieter Eilers   | Achim Freund                                       | RSR Honda     |                  | 28 |
| 14 | Harald Kuttler  | Hannes Grauer                                      | RSR Yamaha    |                  | 28 |
| 15 | Herbert Brüner  | Marcel Reimann                                     | RSR-Suzuki    |                  | 21 |
| 16 | Patrick Halet   | Rene de Backer bzw. Sven Langschaedel              | RCN-Yamaha    |                  | 18 |
| 17 | Jakob Rutz      | Rita Aeberli                                       | LCR-Yamaha    |                  | 18 |
| 18 | Felix Bereuter  | Beate Oehlmann bzw. Thomas Hofer                   | LCR Swissauto |                  | 17 |
| 19 | Stefan Kiser    | Andreas Kolloch bzw. Stefan Näf                    | LCR Kawasaki  |                  | 16 |
| 20 | Chris Baert     | Nicolaos Besic bzw. Nastasija Meinds               | RCN-Suzuki    | the gent express | 10 |
| 21 | Matthias Nagel  | Michael Hildebrand                                 | LCR Suzuki    |                  | 8  |
| 22 | Axel Spalteholz | Gerd Görlich                                       | LCR-Yamaha    |                  | 7  |

## Rahmenrennen
- Im Rahmen der Internationalen Deutschen Motorradmeisterschaft 2006 fanden 8 Rennen zum Hyosung GT 650 Cup, 7 Rennen zum Yamaha R6-Dunlop Cup und 6 Rennen zum ADAC Junior Cup statt.